# Heilig Kreuz (Süggerath)

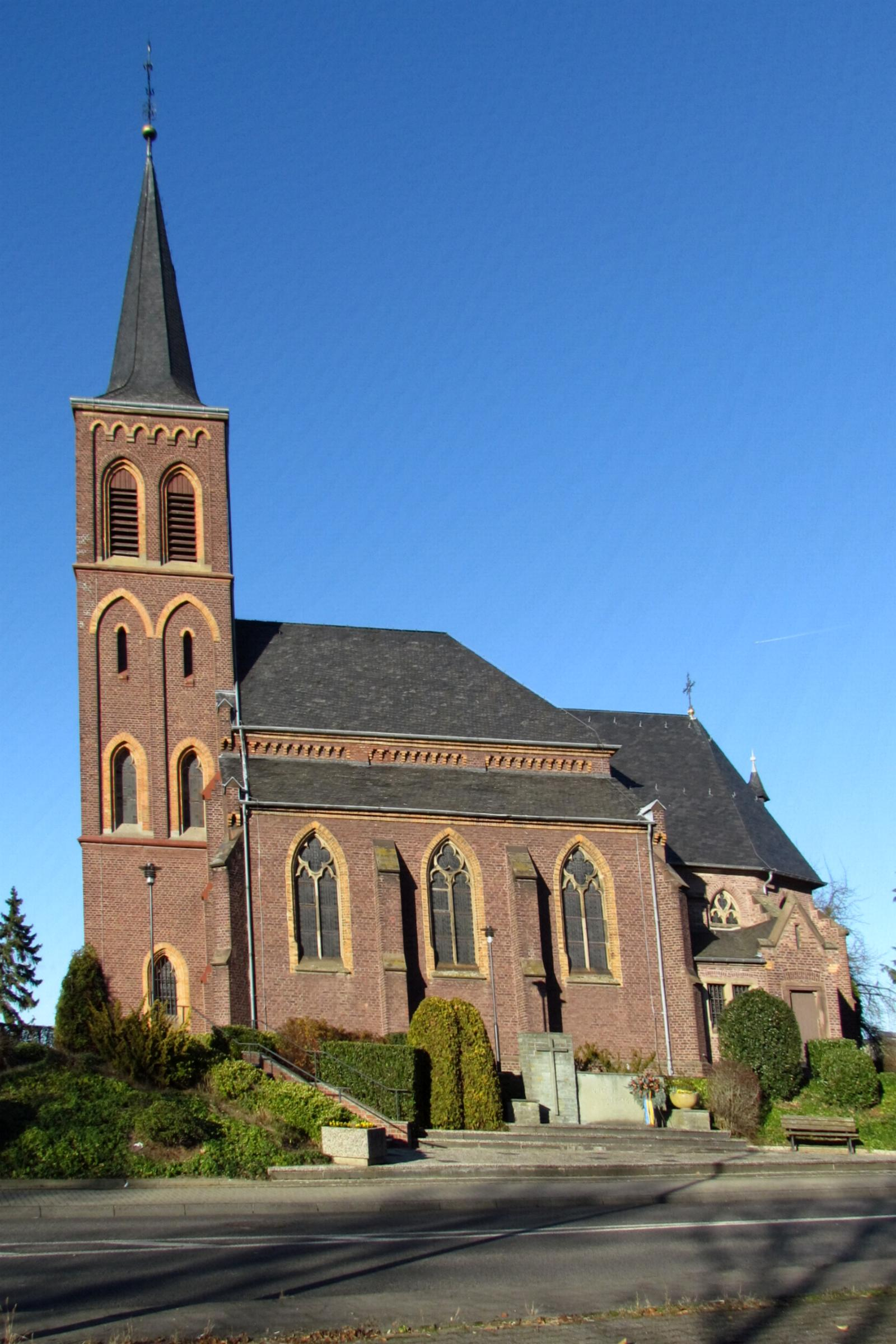
Hl. Kreuz (Süggerath)

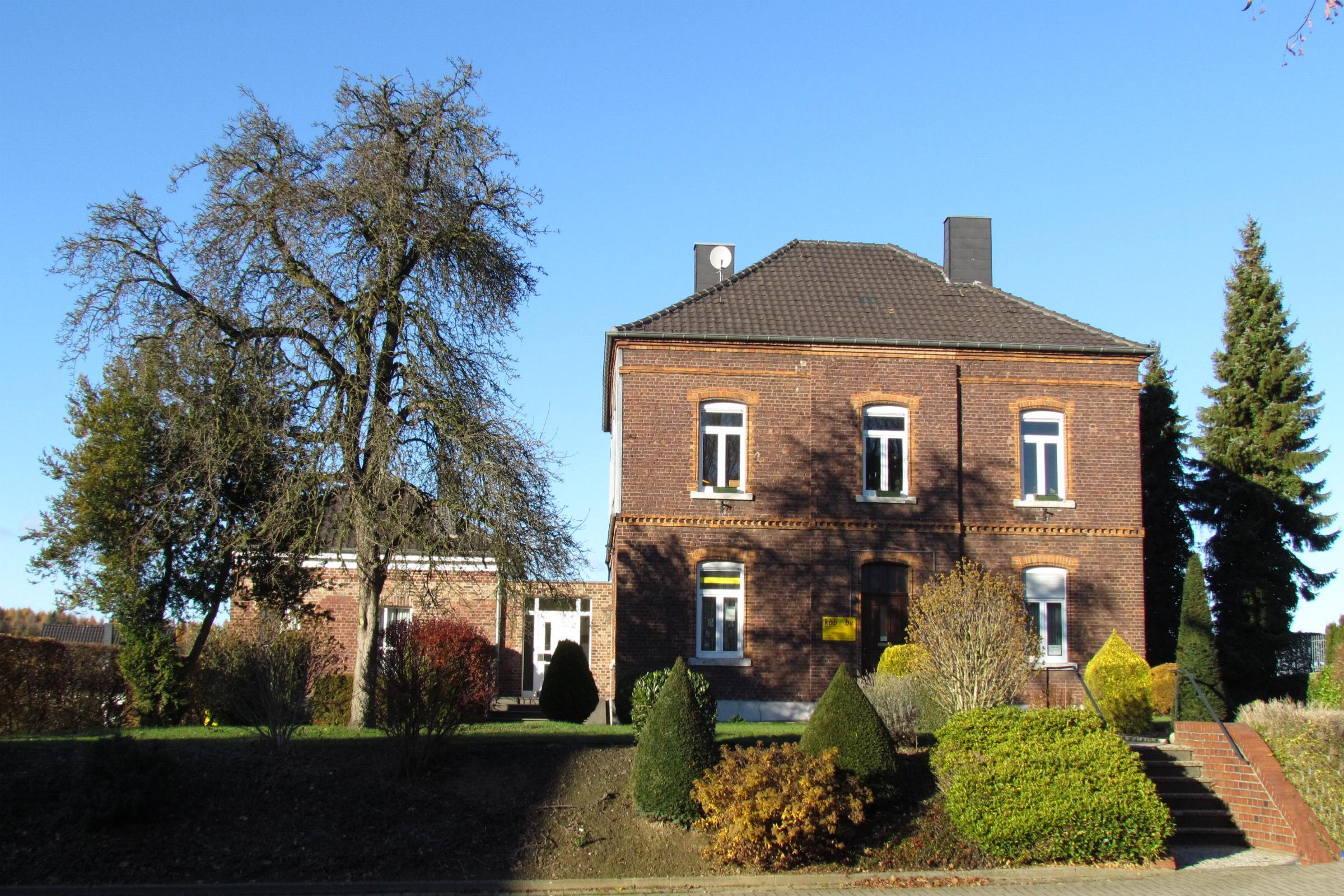
Pfarrhaus und Pfarrheim neben der Kirche

Die Kirche Heilig Kreuz hat ihren Standort im Ortsteil Süggerath in der Stadt Geilenkirchen in Nordrhein-Westfalen. Sie steht als Baudenkmal unter Denkmalschutz.

## Lage
Die dreischiffige Kirche ist der Mittelpunkt des Ortes. Das dreiachsige Pfarrhaus steht in unmittelbarer Nähe zur Kirche. Daran anschließend ist das Pfarrheim errichtet worden. Zwischen Kirche und Straße erinnert das Kriegerehrenmal an die gefallenen und vermissten Soldaten der beiden Weltkriege.

## Geschichte
Das Kirchenschiff der um 1500 erbauten Kirche war um die Mitte des 19. Jahrhunderts baufällig. Nach mehreren Vorschlägen plante 1869 der Architekt Robert Ferdinand Cremer aus Aachen einen Kirchenneubau. Unter Beibehaltung des alten Altarraums wurde die Kirche 1877 fertiggestellt. Am 27. Mai 1893 wurde sie eingeweiht. Die Schäden aus den Kriegsjahren 1944/45 wurden 1947 behoben.

## Architektur
Die Kirche ist eine dreischiffige Backstein-Pseudobasilika in drei kreuzrippengewölbten Jochen, mit Triumphbogen, Chorjoch und fünfseitigem Chor. An der linken Seite steht eine Sakristei aus der Bauzeit des Chores, rechts ist eine Sakristei aus dem 19. Jahrhundert angebaut. Der dreigeschossige, vorgebaute Turm hat einen achtseitigen Helm.   

## Ausstattung
- Die Orgel mit 12 Registern und elektrischer Traktur aus den Jahren 1948 und 1951 wurde von der Fa. Kamp aus Aachen gebaut.
- Im Kirchturm befinden sich zwei Glocken aus den Jahren 1477 und 1478.
- Im Innern der Kirche steht ein Antwerpener Retabel aus dem 16. Jahrhundert. (Flandrischer Schnitzaltar mit Flügelgemälden.)
- Buntverglasung[3]
- Taufstein aus Blaustein mit Messingdeckel aus dem Jahre 1790